# 美琪·韓
美琪·韓 （Maggie Han，1959年—）是美国一位已隱退的韓裔女演员，出生于美國罗德岛州普罗维登斯。她的父母是已退休的音乐教授，是來自韓國的移民。美琪·韓16岁那年考入哈佛大学，主修美国历史。後來在他人的建议下，美琪·韓開始在模特经纪公司兼职。之後美琪·韓在巴黎成為一名全职模特。後來美琪·韓又逐步將事業拓展到电影表演和电视制作中。她最出名的是在末代皇帝中饰演川島芳子以及在NBC情景喜剧宋飞传中饰演律师Cheryl。